# Simonurius
Simonurius is een geslacht van spinnen uit de familie springspinnen (Salticidae).

## Soorten
De volgende soorten zijn bij het geslacht ingedeeld:
- Simonurius campestratus (Simon, 1901)
- Simonurius expers Galiano, 1988
- Simonurius gladifer (Simon, 1901)
- Simonurius quadratarius (Simon, 1901)